# Derme

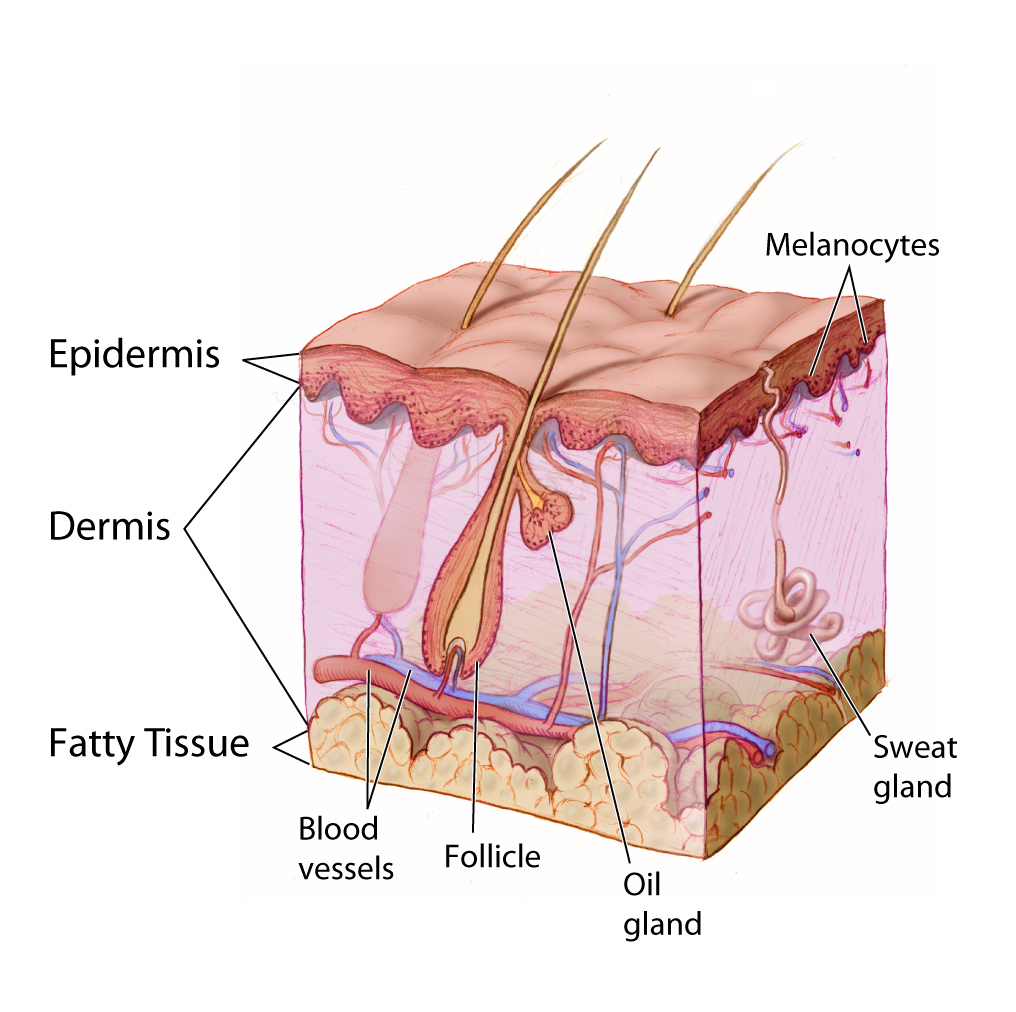
Ilustração anatômica das camadas da pele, com glândulas e vasos associados (epiderme, derme, tecido adiposo, vasos sanguíneos, folículo, glândula sebácea, glândula sudorípara)

A derme ou cório é uma camada de pele entre a epiderme (com a qual compõe a cútis) e os tecidos subcutâneos, que consiste principalmente em tecido conjuntivo denso irregular e amortece o corpo do estresse e da tensão. É dividido em duas camadas, a área superficial adjacente à epiderme chamada de região papilar e uma área mais espessa e profunda conhecida como derme reticular.  A derme está firmemente ligada à epiderme através de uma membrana basal. Os componentes estruturais da derme são colágeno, fibras elásticas e matriz extrafibrilar. Ele também contém mecanorreceptores que fornecem a sensação de toque e termorreceptores que fornecem a sensação de calor. Além disso, folículos pilosos, glândulas sudoríparas, glândulas sebáceas, glândulas apócrinas, vasos linfáticos, nervos e vasos sanguíneos estão presentes na derme. Esses vasos sanguíneos fornecem nutrição e remoção de resíduos para células dérmicas e epidérmicas.

## Estrutura
A derme é composta por três tipos principais de células: fibroblastos, macrófagos e mastócitos.
Além dessas células, a derme também é composta por componentes da matriz, como colágeno (que fornece força), elastina (que fornece elasticidade) e matriz extrafibrilar, uma substância extracelular semelhante a um gel composta principalmente de glicosaminoglicanos (principalmente hialuronano), proteoglicanos e glicoproteínas.